# 湯氏棘棱八角魚
湯氏棘棱八角魚為輻鰭魚綱鮋形目杜父魚亞目八角魚科的其中一種，為溫帶海水魚，分布於西北太平洋日本海及鄂霍次克海海域，棲息深度10-300公尺，體長可達22公分，棲息在底層水域，生活習性不明。